# Petersburg Rozrządowy Moskiewski
Petersburg Rozrządowy Moskiewski (ros. Санкт-Петербург-Сортировочный-Московский) – rozrządowa stacja kolejowa w miejscowości Petersburg, w Rosji. Położona jest na linii Petersburg - Moskwa.
Na stacji znajduje się lokomotywownia.

## Historia
Stacja powstała w czasach carskich na Kolei Mikołajewskiej.

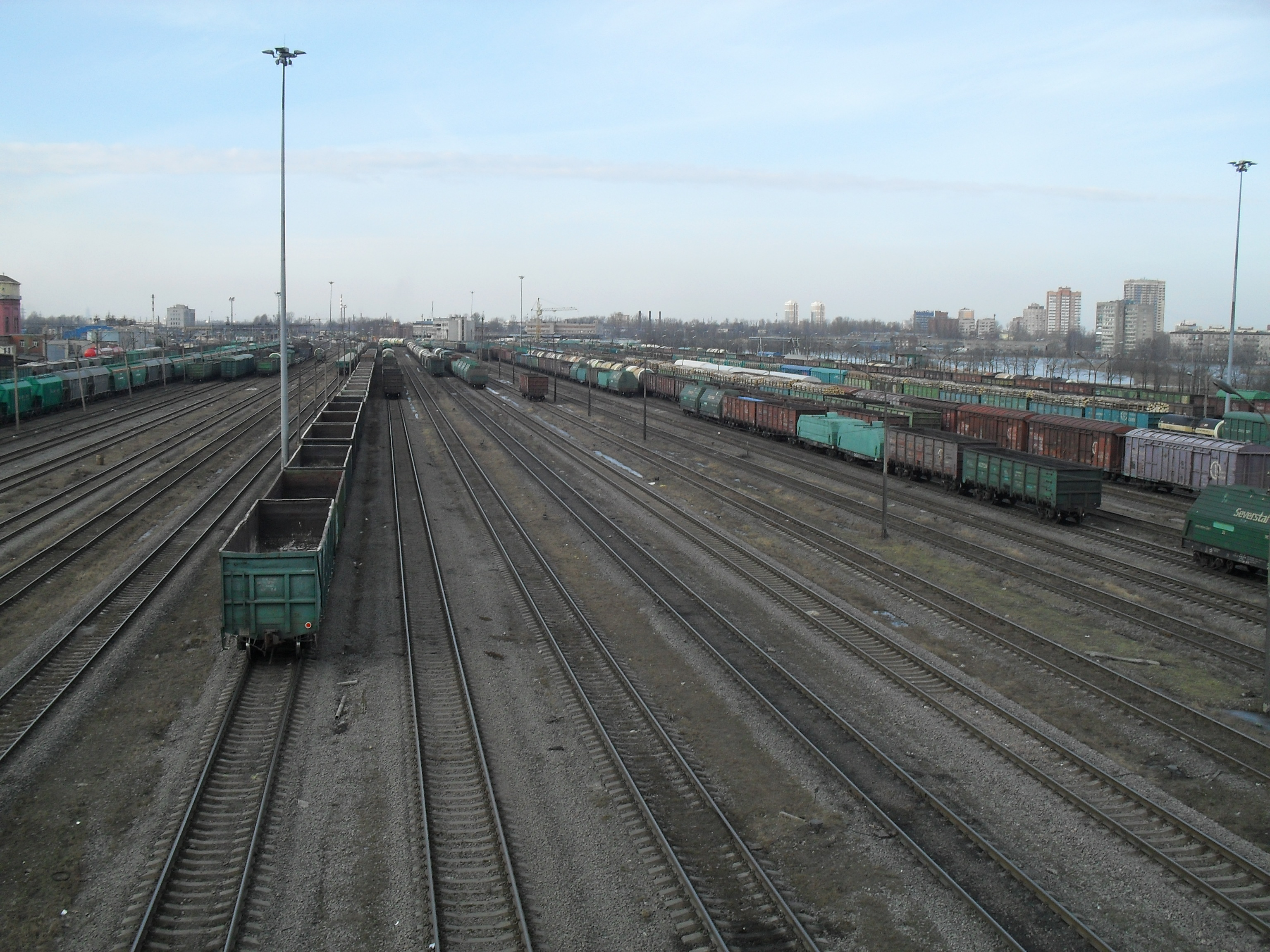
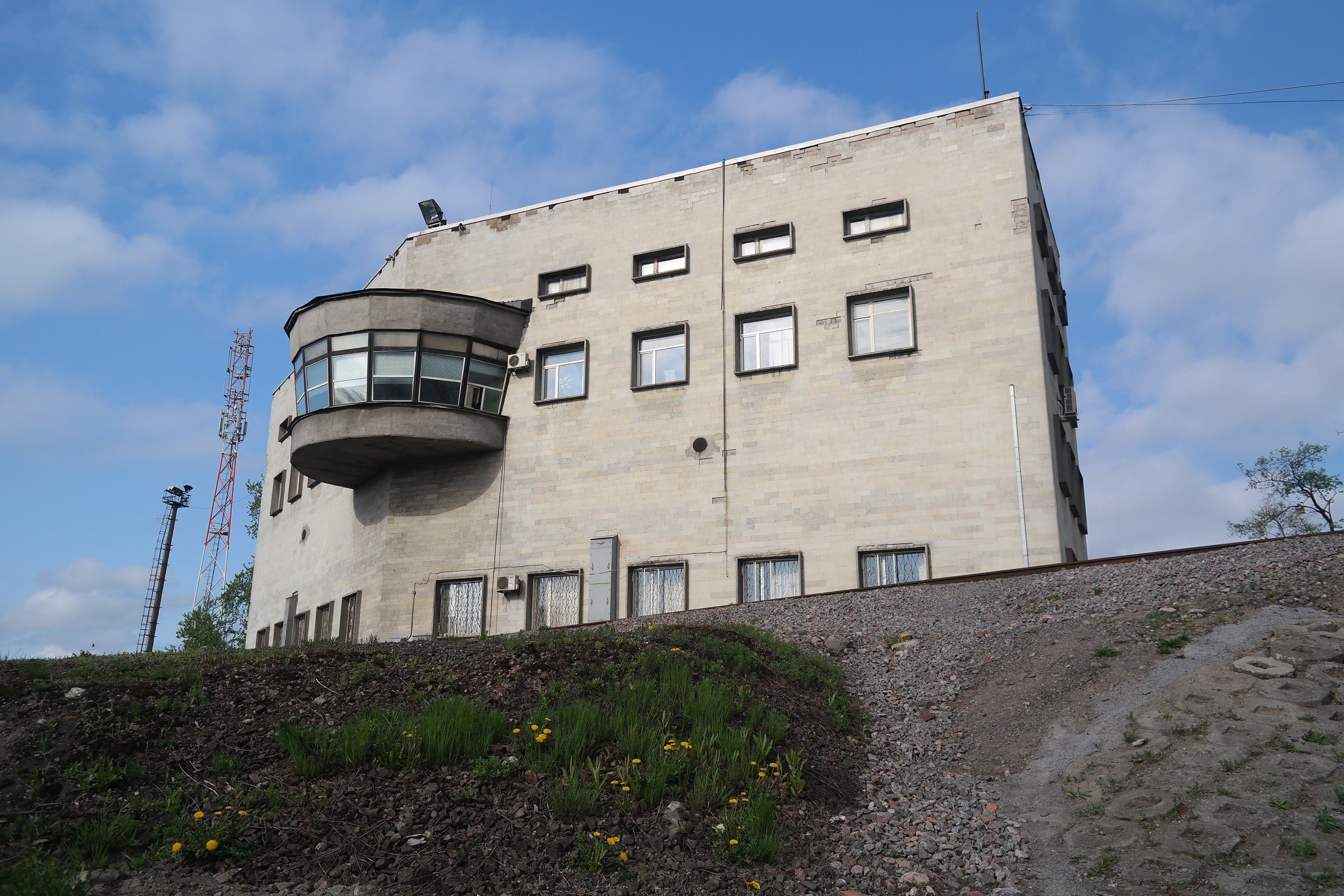
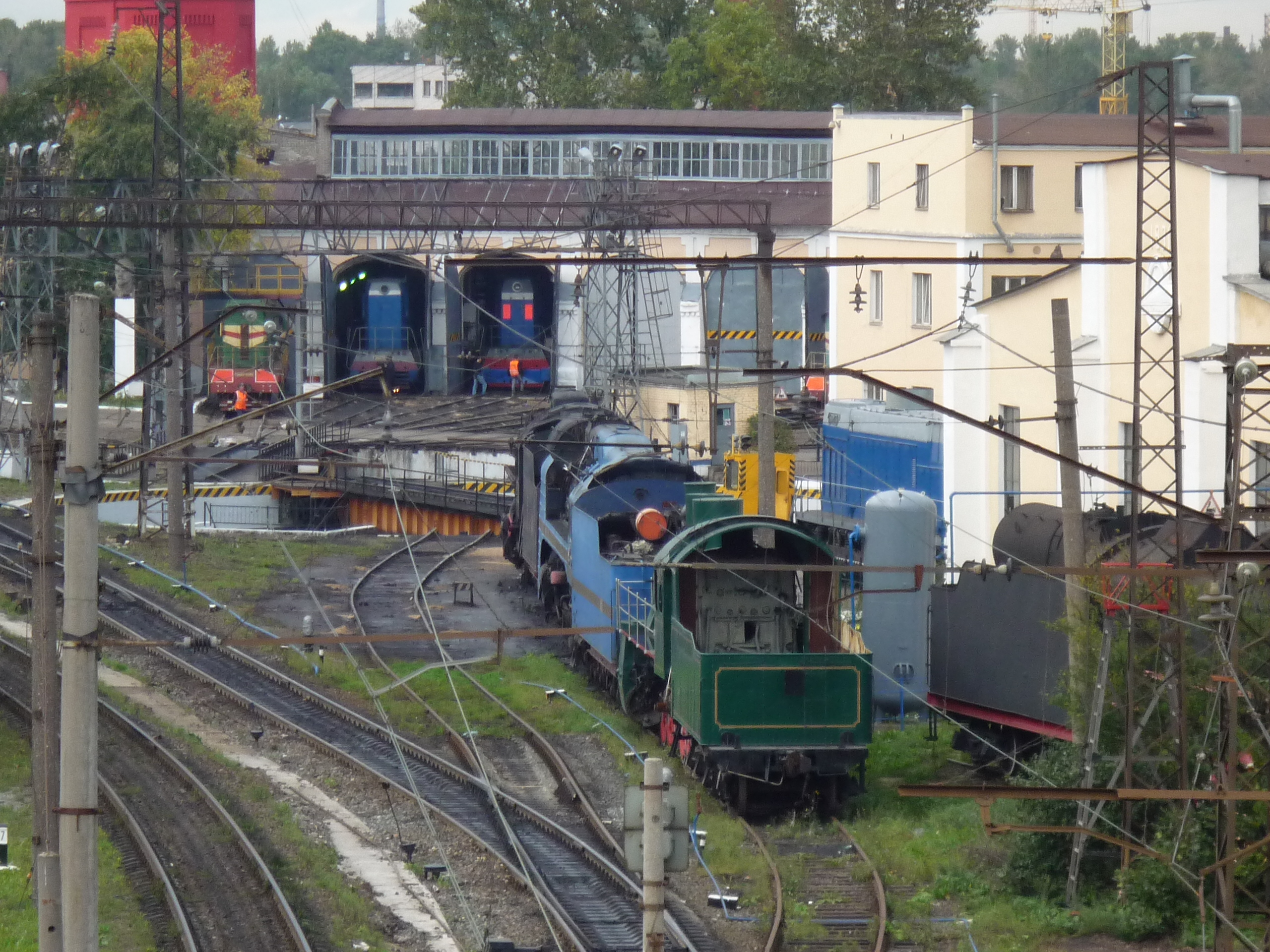
Lokomotywownia